# Логачиха
Логачиха (рос. Логачиха) — присілок Гагарінського району Смоленської області Росії. Входить до складу Пречистенського сільського поселення.
Населення — 8 осіб. 